# 2 kaliber
A 2 kaliber (eredeti cím: 2 Guns) 2013-ban bemutatott amerikai akciófilm, amelynek rendezője Baltasar Kormákur, forgatókönyvírója Blake Masters. A főszerepben Denzel Washington és Mark Wahlberg látható. A Boom! stúdió Steven Grant képregénye alapján készítette el a filmet.
A filmet az Amerikai Egyesült Államokban 2013. augusztus 2-án mutatták be, Magyarországon szeptember 12-én jelent meg szinkronizálva az InterCom Zrt. forgalmazásában.
A Metacritic oldalán a film értékelése 55% a 100-ból, ami 43 véleményen alapul. A Rotten Tomatoeson a 2 kaliber 63%-os minősítést kapott, 172 értékelés alapján.

## Történet
Bobby (Denzel Washington) a kábítószerosztály nyomozója, Stigman (Mark Wahlberg) pedig az amerikai haditengerészet őrmestere. Még egymás előtt sem fedik fel valódi kilétüket, mivel ők ketten a drogmaffia ellen úgy tudnak küzdeni, hogy beépültek a bűnözők köreibe – és már olyan mélyre ásták magukat, hogy a kiutat nem nagyon találják. Életveszélyes, de egyben kaland is az életük. Amikor megbízatásuk szerint rabolniuk kell a maffiától, szívesen lendülnek akcióba – de azt egyikőjük sem sejti, hogy a bandához vezető kapcsolatuk is kettős játékot játszik. Másokat úgy tudnak átverni, hogy szinte saját magukat is becsapják, miközben megvezeti őket egy mexikói maffiavezér (James Olson). Amikor kiderül, hogy nem is a drogbárótól, hanem a CIA-tól raboltak 43 millió dollárt, minden oldalról hurokba kerülnek.

## Szereplők
| Színész            | Szereplő                                         | Magyar hang      |
| ------------------ | ------------------------------------------------ | ---------------- |
| Denzel Washington  | Robert "Bobby" Trench DEA különleges ügynök      | Kálid Artúr      |
| Mark Wahlberg      | Michael "Stig" Stigman haditengerészeti őrmester | Miller Zoltán    |
| Paula Patton       | Deb Rees DEA különleges ügynök                   | Horváth Lili     |
| Bill Paxton        | Earl                                             | Epres Attila     |
| James Marsden      | Harold "Harvey" Quince                           | Szatory Dávid    |
| Fred Ward          | Tuwey admirális                                  | Barbinek Péter   |
| Edward James Olmos | Manny "Papi" Greco                               | Borbiczki Ferenc |
| Robert John Burke  | Jessup DEA különleges ügynök                     | Fazekas István   |

További magyar hangok: Fesztbaum Béla, Bozsó Péter, Harmath Imre, Vári Attila, Tarr Judit, Sarádi Zsolt, Varga Rókus, Törköly Levente, Bogdán Gergő, Juházs György, Faragó András, Bácskai János